# Pestepidemie in Amsterdam
Amsterdam werd in de zeventiende eeuw een aantal keer getroffen door een pestepidemie.

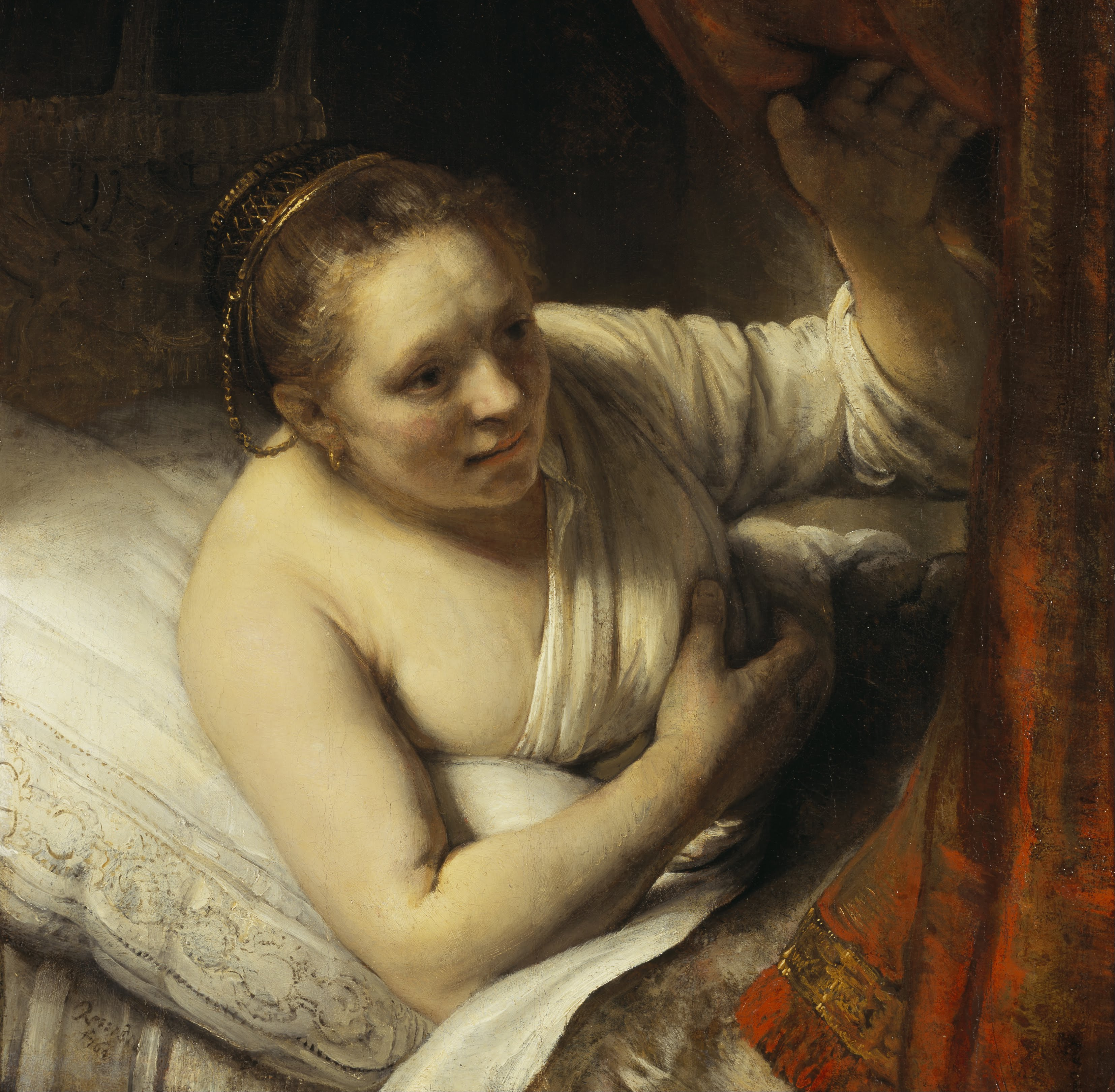
Rembrandts maîtresse Hendrickje Stoffels stierf aan de pest in 1663. In dit schilderij van Rembrandt stond ze model voor "Sarah in verwachting van Tobias" (1645).

## Pestepidemie van 1663-1664
In de laatste zware pestepidemie, van 1663-1664, vielen er 24.148 doden, meer dan 10 procent van de toenmalige bevolking. Op oude stadskaarten valt te zien dat de pest vooral huishield in de dichtbevolkte en vervuilde wijken van de armen.
Voorafgaand aan de pestepidemie verscheen een "vurige kloot" in heel Europa aan de hemel in de winter van 1664/1665, in werkelijkheid een komeet. In dergelijke vreemde verschijnselen zag men de voortekenen van naderende rampen.
Uit angst voor besmetting verbood de stad Piacenza in 1663 mensen die in Amsterdam waren geweest de toegang tot de stad. Dit was waarschijnlijk wel verstandig, want de Pestepidemie in Londen van het jaar 1665 ontstond - tenminste zo werd verteld - nadat een lading katoen uit Amsterdam was aangekomen.
De pestepidemie had een grote invloed op het leven van Rembrandt. In 1663 stierf zijn maîtresse Hendrickje Stoffels aan de ziekte, en vijf jaar later eiste een pestepidemie het leven van zijn zoon Titus van Rijn.
In 1668 was de pest uitgewoed en kwamen er geen nieuwe epidemieën meer voor. De inheemse vorm was uitgestorven, terwijl de uitheemse variant (builenpest) buiten de deur werd gehouden.

## Eerdere pestepidemieën
Ook andere pestepidemieën hielden flink huis onder de Amsterdamse bevolking. De ziekte was bij tussenpozen in Amsterdam sinds 1450 zevenendertig keer voorgekomen, tussen 1652 en 1657 en tussen 1663 en 1666 ieder jaar. Zo stierf rond 1602, 1624 en 1636 meer dan 10% van de bevolking. Bedrijven gingen failliet, omdat de werknemers niet meer kwamen opdagen. De kosters hadden grote moeite om de drukte in de kerk in goede banen te leiden. De jaarlijkse kermissen werden door de burgemeesters verboden. Het hebben van een buitenplaats kwam in trek, het eten van sla en spinazie werd afgeraden.
Door de pestepidemieën was het aantal wezen in Amsterdam enorm gestegen. In 1657 werd daarom een aantal weeshuizen geopend. Volgens één theorie staan de drie Andreaskruisen in het wapen van Amsterdam voor de drie plagen die Amsterdam getroffen hebben, namelijk het water, het vuur en de pest.